# Chiesa in Valmalenco
Chiesa in Valmalenco es una localidad y comune italiana de la provincia de Sondrio, región de Lombardía, con 2.712 habitantes.

## Evolución demográfica
| Gráfica de evolución demográfica de Chiesa in Valmalenco entre 1861 y 2001 |
|                                                                            |
| Fuente ISTAT - elaboración gráfica de Wikipedia                            |